# Војни губитак
Губитак или жртва (енгл. casualty), у војној терминологији, појам је који се односи на сва лица у војној служби, били они комбатанти или некомбатанти, која су постала онеспособљена за вршење дужности услед различитих околности (смрт, повреда, болест, заробљавање, дезертерство и сл.).
Треба узети у обзир да појмови „губитак” и „жртва” не означавају само смртне случајеве, већ и оне које нису имале фаталан исход.

## Војна употреба
У војној употреби, жртва је особа у служби која је убијена у акцији, усмрћена болешћу, онеспособљена повредама, онеспособљена психолошком траумом, заробљена, дезертирала или нестала, али не неко ко задобије повреде које га не спречавају да се бори. Жртва више није доступна за непосредну битку или кампању, што је од центраног значаја за борбу; број жртава је једноставно број припадника јединице који нису на располагању за обављање дужности. Овај термин се у војном контексту користи бар од 1513.
Цивилне жртве су цивили које су убили или ранили војно особље или борци. Понекад се уместо тог термина користи еуфемистини израз „колатерална штета”..

## Учесталост

### Војне и цивилне жртве
Према извештају Светске здравствене организације за 2004. годину, смртни случајеви од намерних повреда (укључујући рат, насиље и самоубиства) процењени су на 2,8% свих смртних случајева. У истом извештају процењено је да су ненамерне повреде биле одговорне за 6,2% свих смртних случајева.